# جغرافیای جامائیکا

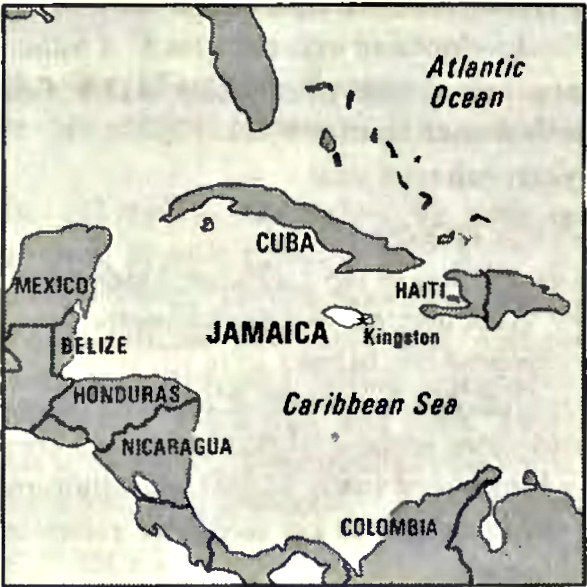

جامائیکا کشوری جزیره‌ای است در دریای کارائیب در نیم‌کره غربی زمین. جامائیکا در ۱۴۰ کیلومتری جنوب کوبا و ۱۹۰ کیلومتری غرب هائیتی قرار دارد. این کشور یک مقصد محبوب گردشگری است و جمعیت آن ۲٫۸ میلیون نفر است. پایتخت جامائیکا شهر کینگستون است.
جامائیکا جزیره نسبتاً کوچکی به‌شمار می‌آید اما در عین حال بزرگ‌ترین جزیره در میان گروه کارائیب همسود و، پس از کوبا و هیسپانیولا، سومین جزیره بزرگ آنتیل بزرگ است.
جامائیکا جزایر و جزایر کوچک زیادی در اطراف سواحل خود دارد که بزرگ‌ترین آن‌ها جزیره گروت گوت است. نام‌های برخی مکان‌ها در این جزیره معانی منحصر به فردی دارند مانند Wait-A-Bit (کمی صبر کن)، See Me No More (دیگر مرا نمی‌بینی)، Labour-In-Vain (کار بیهوده) و Half-Way-Tree (درخت نیمه‌راه).
جاذبه‌های طبیعی مهم این کشور عبارتند از موجودات زیست‌تاب در آب‌های درخشان، چشمه آتش ویندزور، آبشارهای رود دان، موزه باب مارلی و جنگل بارانی میستیک مانتین است.
جامائیکا دارای روستاهای تک‌افتاده‌است که توسط افراد برده فراری که جوامع آزاد خود را در کوهستان ایجاد کردند، سکونت دارند. این روستاها اکنون بخشی از فرهنگ جامائیکا به حساب می‌آیند، اما هنوز نقش خودمختار و جداگانه‌ای دارند.

## جغرافیای فیزیکی
درازای جزیره جامائیکا در بیشترین حد خود ۲۳۵ کیلومتر و پهنای آن بین ۳۴ تا ۸۴ کیلومتر است. مساحت این کشور ۱۰٬۹۹۲ کیلومتر مربع است.
جزیره جامائیکا از مناطقی کوهستانی در داخل کشور تشکیل شده که توسط دشت ساحلی باریکی احاطه شده‌است. به همین دلیل، تمام شهرهای اصلی کشور در خط ساحلی واقع شده‌اند. شهرهای اصلی آن کینگستون (پایتخت کشور) و مونتگوبی هستند. آب و هوای جامائیکا گرمسیری و مرطوب است.
جامائیکا به‌طور کلی از دره‌ها و دشت‌های دلپذیری در غرب و مرکز تشکیل شده که گاه جمعاً به نام «سرزمین کاکپیت» نامیده می‌شوند. در مرکز کشور دو کوهستان به نام‌های «درای هاربور» (بندرگاه خشک) و موچو قرار دارند. در شرق کشور بلندترین ارتفاعات جزیره خودنمایی می‌کند که به آن رشته‌کوه آبی گفته می‌شود و از پایتخت کشور شروع شده تا منتهی‌الیه غرب جزیره ادامه پیدا می‌کنند. بلندترین نقطه این رشته‌کوه نیز قله کوه آبی نام دارد.
طولانی‌ترین رودهای جامائیکا عبارتند از رود سیاه در غرب و رود والی واش در داخل کشور.

## آب‌وهوا
دو نوع آب و هوا در جامائیکا یافت می‌شود. در دامنه‌های «بادگیر» کوهستان آب و هوای گرمسیری مرتفع وجود دارد، در حالی که یک آب و هوای نیمه‌خشک در دامنه‌های «بادپناه» غالب است. بادهای تجاری گرم از شرق و شمال شرقی در طول سال بارندگی به همراه دارند. میزان بارندگی از ماه مه تا اکتبر به اوج خود می‌رسد. میانگین بارندگی سالانه حدود ۱٬۹۶۰ میلیمتر (۷۷٫۲ اینچ) است. با این حال، میزان بارندگی در مناطق کوهستانی رو به شمال و شرق بسیار بیشتر است. در ارتفاعات کوه‌های جان کرو و بلو ماونتین، که باران بادهای مملو از رطوبت را جذب می‌کنند، بارندگی از۵٬۰۸۰ میلیمتر (۲۰۰ اینچ) در سال بیشتر می‌شود. از آنجایی که نیمه جنوب غربی جزیره در سایه کوه‌ها قرار دارد، دارای آب و هوای نیمه خشک است و سالانه کمتر از ۷۶۰ میلیمتر (۲۹٫۹ اینچ) بارندگی دریافت می‌کند.
دمای هوا در جامائیکا در طول سال تقریباً ثابت است، میانگین آن ۲۳٫۵ تا ۳۰ درجه سلسیوس (۷۴٫۳ تا ۸۶٫۰ درجه فارنهایت) در مناطق پست و ۱۵ تا ۲۲ درجه سلسیوس (۵۹٫۰ تا ۷۱٫۶ درجه فارنهایت) در ارتفاعات است. دما در قله‌های کوه‌های بلو ماونتین ممکن است تا ۱۰ درجه سلسیوس (۵۰ درجه فارنهایت) کاهش یابد. این جزیره علاوه بر بادهای تجاری شمال شرقی، در طول روز نسیم خنک از طرف ساحل و در شب نسیم خنک خشکی به دریا دریافت می‌کند. این نسیم‌ها در جامائیکا به ترتیب با عنوان "نسیم دکتر " و "نسیم خاکسپاری" شناخته می‌شوند.
جامائیکا در کمربند طوفان‌های اطلس قرار دارد؛ در نتیجه، این جزیره در برخی از مواقع صدمات طوفانی سنگینی را تجربه می‌کند. طوفان‌های قدرتمندی که به‌طور مستقیم به این جزیره اصابت کرده‌اند و باعث مرگ‌ومیر و تخریب شده‌اند، طوفان چارلی در سال ۱۹۵۱ و طوفان گیلبرت در سال ۱۹۸۸ را شامل می‌شوند. چندین طوفان قدرتمند دیگر نیز با اثرات مخرب نزدیک به جزیره عبور کرده‌اند. برای مثال، در سال ۱۹۸۰، طوفان آلن تقریباً تمام محصولات موز جامائیکا را از بین برد. طوفان ایوان (۲۰۰۴) از نزدیکی جزیره عبور کرد و باعث خسارت سنگین و تعدادی مرگ شد؛
در سال ۲۰۰۵، طوفان‌های دنیس و امیلی باران‌های شدیدی را به این جزیره آوردند. یک طوفان رده ۴، طوفان دین، در اوت ۲۰۰۷ باعث چندین مرگ و خسارت سنگین به جامائیکا شد.
اولین طوفان ثبت شده‌ای که به جامائیکا برخورد کرد در سال ۱۵۱۹ بود. این جزیره به‌طور منظم مورد اصابت توفندهای گرمسیری قرار گرفته‌است. در طول دو دوره از سردترین دوره‌ها در ۲۵۰ سال گذشته (دهه ۱۷۸۰ و ۱۸۱۰)، فراوانی طوفان‌ها در منطقه جامائیکا به‌طور غیرعادی بالا بود. اوج فعالیت دیگری در دهه ۱۹۱۰، سردترین دهه قرن بیستم، رخ داد. از سوی دیگر، شکل‌گیری طوفان از سال ۱۹۶۸ تا ۱۹۹۴ به شدت کاهش یافت که به دلایلی با خشکسالی بزرگ ساحل همزمان است.

## زمین‌شناسی
از دیدگاه زمین‌شناسی، جزیره جامائیکا در امتداد لبه جنوبی درازگودال کیمن واقع شده که درازگودالی در دریای کارائیب است. جامائیکا بر روی عارضه‌ای زیردریایی جای گرفته به نام «بلندی نیکاراگوئه» و به همین خاطر آب‌های ساحلی این جزیره کم‌ژرفا است و تنوع زیستی در آن زیاد است. قرار داشتن بر روی این بلندی زیردریایی همچنین لنگرگاه مناسبی به نام بندر کینگستون را به ارمغان آورده که هفتمین بندرگاه طبیعی در جهان است.

دو سوم این جزیره از فلات‌های آهکی ساخته شده‌است که سازه‌های کارستی بیشماری در آن دیده می‌شود؛ دیدنی‌ترین آنها در «سرزمین کاکپیت» واقع شده‌است.